# Єнін Євген Йосипович
Єнін Євген Йосипович (нар. 3 лютого (21 січня) 1913, Миколаїв — 12 січня 1994) — український диригент, заслужений діяч мистецтв УРСР — 1960.

## З життєпису
1938 року закінчив Одеську консерваторію.
Працював у Хабаровську, Тулі, Гусь-Хрустальному.
В 1954-63 роках — художній керівник Миколаївського заслуженого самодіяльного оркестру народних інструментів при Миколаївській філармонії.
З 1963 року на педагогічній роботі.
Помер 1994 року.